# Distrito de Andajes

Provincia de Oyón en el Departamento de Lima

El Distrito de Andajes es uno de los seis distritos de la provincia de Oyón, ubicada en el Departamento de Lima, bajo la administración del Gobierno Regional de Lima-Provincias, Perú.
Dentro de la división eclesiástica de la Iglesia Católica del Perú, pertenece a la diócesis de Huacho

## Historia
Andajes, pueblo histórico, tierra de "Mártires de la Democracia", cuna de manjares, denominado por el investigador Antonio Raimondi "Balcón de los Andes". Fue creado políticamente el 2 de enero de 1857, por el presidente Ramón Castilla.

## Etimología
Existen dos versiones para el origen del topónimo: una lo hace derivar del quechua «anta» que significa cobre y «haha»  o «kasha», que significa espina.[cita requerida] La otra propone que deriva del castellano «Andaxes». [cita requerida]

## Geografía
Se encuentra ubicado en la sierra norte del departamento de Lima, provincia de Oyón, a 23 km hacia el NO de la localidad de Churín, a una altitud de 3 487 m s. n. m. Tiene una superficie de 148,18 km². Su capital es la localidad de Andajes.
Actualmente son sus anexos: La Chimba y San Benito.

## Lugares de interés
- Baños de Fierro: Son aguas termales ubicada a 3 km de Churín. La temperatura de sus aguas alcanza los 37 grados.[2][3]

## Autoridades

### Municipales
- 2015-2018[4]
  - Alcalde: Daniel Marcial Rojas Abad, Partido Alianza para el Progreso (APP).
  - Regidores: Dustin Zenobio Santos Tito (APP), José Luis Girón Meza (APP), Robinzon Edgar Romero Román (APP), Donicia Josefa Bernabé Salazar (APP), Maximiliana Romero Flores (Partido Aprista Peruano).
- 2011-2014[4]
  - Alcalde: Ottmar Rufino Conejo Chavarría,  Movimiento Concertación para el Desarrollo Regional (CDR).[5]
  - Regidores: Eliazar Fortunato Fritas Zúñiga (CDR), Santos Eduardo Flores Zúñiga (CDR), Alberto Germán Tiburcio Jirón (CDR), Diody Lucy Andrade Chavarría (CDR), Demetrio Israel Arellano Azañero (Partido Aprista Peruano).
- 2007-2010[6]
  - Alcalde: Juan Antonio Bernabé Conejo, Partido Aprista Peruano (PAP).
  - Regidores:Luis Carlos Espinoza Cuenca (PAP), Demetrio Israel Arellano Azañero (PAP), Corposa Paulina Bernabé (PAP), Lucas Emiterio Carrera Salcedo (PAP), Julio Andrade Segundo (Acción Popular).
- 2003-2006
  - Alcalde: Ottmar Rufino Conejo Chavarría, Partido Perú Posible.
- 1999-2002
  - Alcalde:  Daniel Marcial Rojas Abad, Movimiento independiente Vamos Vecino.
- 1996-1998
  - Alcalde:  Daniel Marcial Rojas Abad, Lista independiente N.º 15 Nuevo Andajes.

## Festividades
- Enero:Aniversario del Distrito
- Abril: Fiesta del Agua.
- Junio: San Juan Bautista
- Julio: Fiesta Patronal del Inca y las Pallas
- Noviembre:Fiesta del Agua
- Diciembre: Fiesta del Niño Jesús o la Caporalita de los Negritos[7]